# 布莱克本-達文
布萊克本-達文（英語：Blackburn with Darwen）是英國英格蘭西北部蘭開夏郡的單一管理區，管轄範圍包括布萊克本、達文及其周邊地區。

## 外部連結
- 布萊克本-達文市議會 （页面存档备份，存于）